# Merthyr Tydfil County Borough
Merthyr Tydfil County Borough (walisisk: Bwrdeistref Sirol Merthyr Tudfu) er et et et hovedområde i det sydvestlige Wales. In 2022 havde det et befolknignstal på 58,883, hvilket gør det til det mindste hovedområde i Wales efter indbyggertal. Det ligger i det historiske county Glamorgan og har sit navn fra byen af samme navn, der også er hovedby.
Byer inkluderer Bedlinog, Quakers Yard, Trelewis og Treharris.
County boroughet består af en nordlige del af Taff Valley og den mindre Taff Bargoed Valley. Det grænser op til Rhondda Cynon Taf mod vest Caerphilly County Borough mod vest og Powys mod nord.
Det styres af Merthyr Tydfil County Borough Council.
Cyfarthfa Castle blev bestilt i 1824 af William Crawshay 2., og i dag er det et museum og kunstgalleri, mens parken omkring bruges til festivaller og koncerter.